# Índice de diversidade
Em demografia, índice de diversidade, também conhecido por índice de variabilidade, é uma medida usada para determinar a variação em dados categorizados. Em ecologia as categorias são as espécies, que variam em suas abundâncias. Em investigações demográficas as categorias representam aspectos sociais de interesse.

## Origem
O mais comum índice deste tipo foi criado em 1962 por Gibbs e Martin em Urbanization, technology and the division of labor, publicado na American Sociological Review, e mais tarde utilizado por Jusith Blau em Group Enmity and Accord: The Commercial Press in Three American Cities, motivo pelo qual é chamado de Índice Gibbs–Martin e Índice Blau.

## Fórmula
{\displaystyle D=\sum _{i=1}^{N}p_{i}^{2}}
onde
{\displaystyle p_{i}} = percentagem de indivíduos ou objectos na categoria {\displaystyle i}
{\displaystyle N} = número de categorias

## Explicação
Uma população perfeitamente homogénea teria um índice igual a zero. Uma população perfeitamente heterogénea teria um ínfice igual a um.
Com o aumento de categorias também aumenta o valor máximo de diversidade (exemplo: 4 categorias com 25% = 0,75; 5 categorias com 20% = 0,8; etc.)